# Quasipfarrei
Eine Quasipfarrei (lateinisch quasi-paroecia) oder Pfarrkuratie ist im kanonischen Recht der römisch-katholischen Kirche eine bestimmte Gemeinschaft von Gläubigen, die „wegen besonderer Umstände noch nicht als Pfarrei errichtet ist“ (516, § 1  CIC). Grund für den Status kann sein, dass für den Verband noch kein dauerhaftes Bestehen abzusehen ist; Pfarreien sind nach 515, § 1  CIC immer auf Dauer zu errichten.
Weitere im deutschen Sprachraum gängige Bezeichnungen sind Pfarrvikarie, Pfarrrektorat, selbstständige Kuratie, Kuratgemeinde, Rektoratspfarrei und Lokalie. Die Kirche einer Quasipfarrei wird je nach regionalem Sprachgebrauch auch Rektoratskirche, Kuratiekirche oder Vikariatskirche genannt.
Ständige Pfarrvikarien, -kuratien und -rektorate haben sich in Deutschland und anderswo ab dem 19. Jahrhundert partikularrechtlich entwickelt, wobei sich die rechtliche Verfassung von Diözese zu Diözese unterscheiden kann. Die Gründe waren meist vermögens- oder staatskirchenrechtlicher Natur. Mit der Errichtung von Quasipfarreien als Ersatzform der Pfarrei wurde die Installierung eines kanonischen Pfarrers vermieden, für dessen Einstellung und Besoldung entsprechende staatskirchenrechtliche Verträge und kirchliche Normen bindend waren. Auch konnten diese Ersatzformen leichter wieder aufgehoben werden, oder die installierten Pfarrvikare, -kuratoren oder -rektoren leichter abgelöst werden. Die Einteilung von Diözesen nicht nur in Pfarreien, sondern auch in die beschriebenen Ersatzformen hat sich bis heute erhalten.
Der Codex Iuris Canonici 1917 erkannte die Pfarrvikarie in can. 1427 CIC/17 als Ersatzform der Pfarrei an, regelte jedoch nicht ihre rechtliche Gestalt. Nach dem Codex Iuris Canonici 1983 sind die nunmehr als Quasipfarreien bezeichneten Ersatzformen den Pfarreien gleichgestellt, wenn das Recht nichts anderes bestimmt. Die Quasipfarrei ist nach deutschem Staatskirchenrecht wie die Pfarrei eine Körperschaft des öffentlichen Rechts.